# Вірішморт
Вірішморт (рум. Virișmort) — село у повіті Арад в Румунії. Входить до складу комуни Біркіш.
Село розташоване на відстані 353 км на північний захід від Бухареста, 67 км на схід від Арада, 143 км на південний захід від Клуж-Напоки, 74 км на схід від Тімішоари.

## Населення
За даними перепису населення 2002 року у селі проживали 67 осіб, з них 66 осіб (98,5%) румунів. Усі жителі села рідною мовою назвали румунську.